# DFS 39
O DFS 39, Lippisch Delta IV ou ainda Fieseler F3, foi uma aeronave experimental construída na Alemanha pela Deutsche Forschungsanstalt für Segelflug (DFS) e posteriormente pela Fieseler. Foi desenvolvida pelo engenheiro aeronáutico Alexander Lippisch, para pesquisar as propriedades da asa delta na aviação.